# Gilles Schnepp
Gilles Schnepp (6º arrondissement de Lyon, 16 de outubro de 1958) é um CEO francês. Ele foi presidente e CEO do Grupo Legrand de março de 2006 a fevereiro de 2018, e depois presidente até 2020. Em março de 2021 foi nomeado presidente da Danone.
Ele se formou na HEC Paris.
Em 2007, Gilles Schnepp recebeu a Legião de Honra da França.
Em 2012 recebeu o título de Oficial da Ordem Nacional do Mérito da França.